# 2683 Brian
För andra betydelser, se Brian (olika betydelser).
2683 Brian eller 1981 AD1 är en asteroid i huvudbältet som upptäcktes den 10 januari 1981 av den amerikanske astronomen Norman G. Thomas vid Anderson Mesa Station. Den har fått sitt namn efter upptäckarens äldste son.
Asteroiden har en diameter på ungefär 11 kilometer och den tillhör asteroidgruppen Koronis.